# Chiesa di San Pietro (Varano de' Melegari)
La chiesa di San Pietro è un luogo di culto cattolico dalle forme barocche, situato in località Riviano Chiesa 3 a Riviano, piccola frazione di Varano de' Melegari, in provincia e diocesi di Parma; è sussidiaria della parrocchiale dei Santi Martino e Pietro di Varano de' Melegari e fa parte della zona pastorale della Pedemontana.

## Storia
Il luogo di culto originario a servizio del borgo di Riviano fu costruito in epoca medievale; la più antica testimonianza della sua esistenza risale al 1230, quando la cappella de Ruviliano in Plebe de Velio fu citata nel Capitulum seu Rotulus Decimarum della diocesi di Parma; l'edificio sorgeva qualche centinaio di metri a est dell'attuale ubicazione, nei pressi di Gallichiano, che costituiva l'avamposto fortificato dell'antico castello di Riviano.
Nel 1354 fu menzionata per la prima volta la dedicazione del tempio a San Pietro.
Nel 1668 la chiesa fu ricostruita nell'attuale posizione, sul luogo di un antico oratorio da cui fu recuperato l'altare maggiore; nel 1669 il nuovo luogo di culto barocco fu consacrato dall'arciprete di San Martino Battista Galli.
Nel 1986 la parrocchia di San Pietro fu unita a quella di San Martino di Varano de' Melegari.
Nel 1988 fu fondata l'associazione "Amici di Riviano", con lo scopo di raccogliere fondi per il restauro del tempio; nel 1999 furono rifatte le coperture della chiesa, mentre nel 2007 furono recuperate le murature esterne; inoltre, negli stessi anni furono consolidate le strutture, fu ristrutturato il campanile e fu risistemato il piazzale esterno inghiaiato; nel 2010 furono infine restaurati gli interni ove furono riportati alla luce alcuni affreschi.

## Descrizione

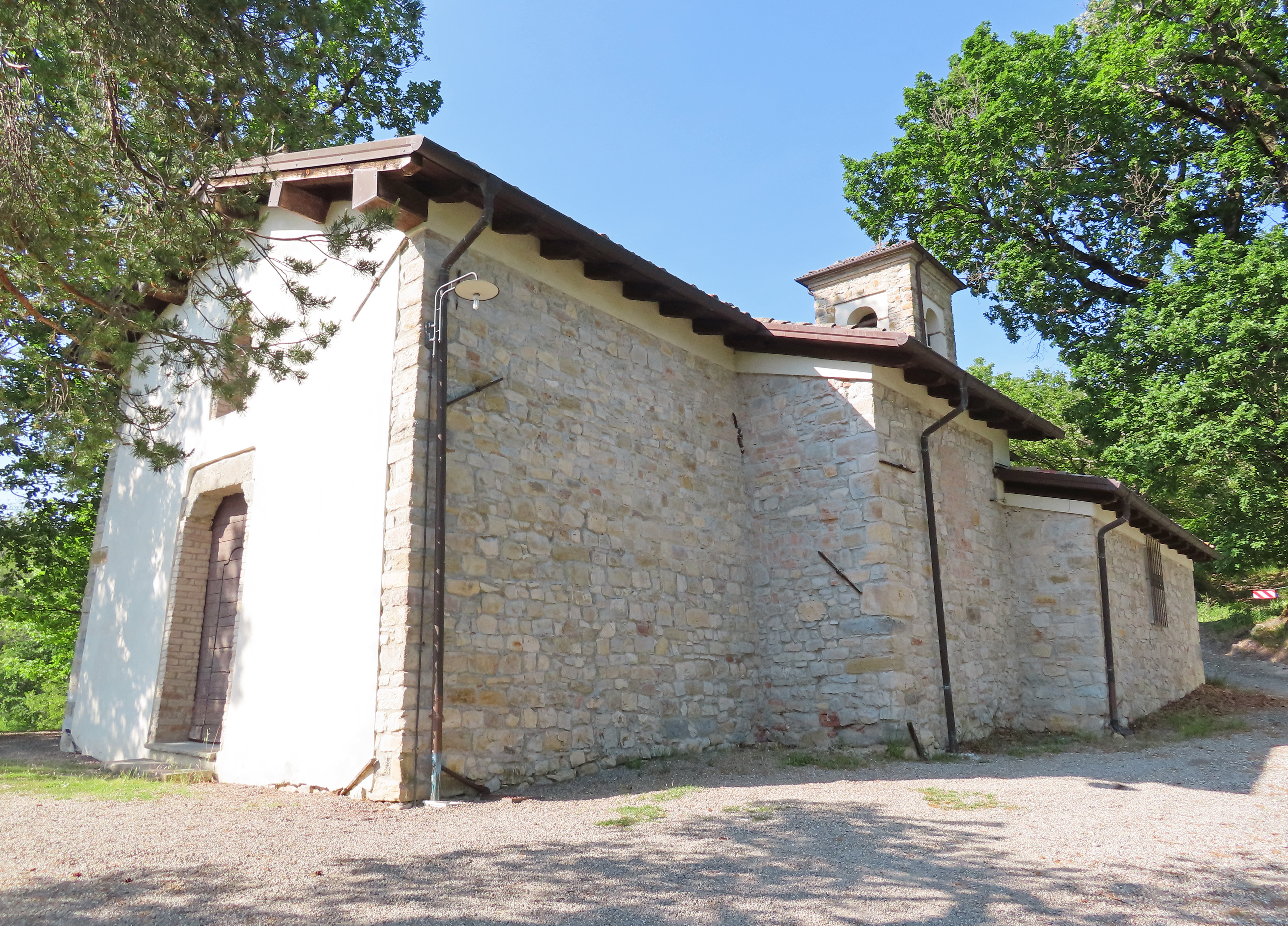
Facciata e lato sud

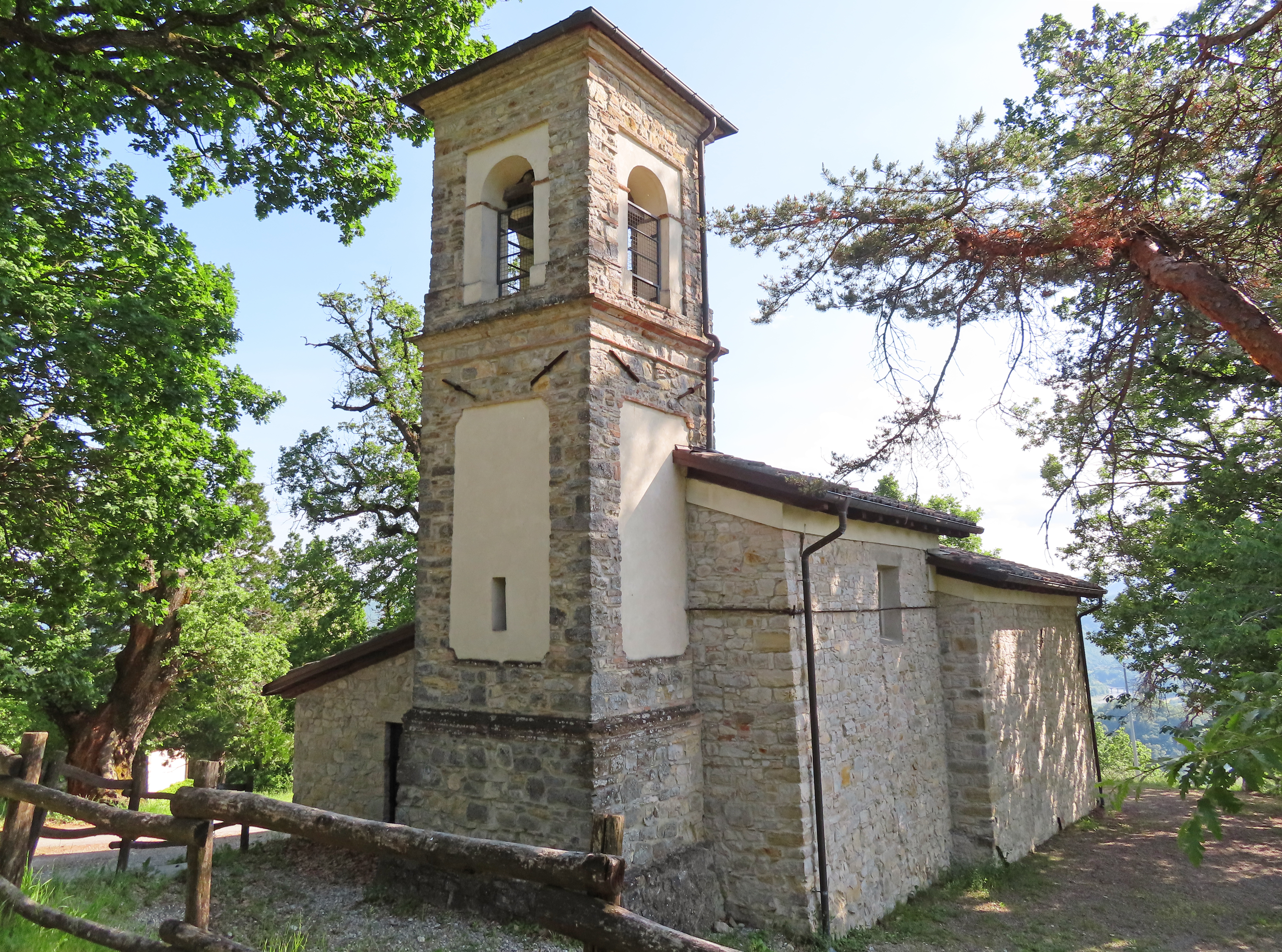
Retro e lato nord

La chiesa si sviluppa su un impianto a navata unica affiancata da una cappella sul lato destro, con ingresso a sud e presbiterio a nord.
La simmetrica facciata a capanna, quasi completamente intonacata, è delimitata da due lesene in pietra; al centro è collocato l'ampio portale d'ingresso ad arco mistilineo, affiancato da due piedritti in laterizio e sormontato da un architrave in pietra; più in alto si apre nel mezzo una finestra ad arco a tutto sesto, incorniciata in mattoni; a coronamento gli spioventi del tetto sono retti da mensoline lignee.
I prospetti laterali e quello posteriore, illuminati da piccole finestre in sommità, sono rivestiti in pietra a maglia irregolare; un blocco del fianco sinistro, recuperato dalla cappella originaria, riporta alcune incisioni in caratteri gotici accanto alla data MCCCL. Sul retro si erge su tre ordini il campanile, decorato con specchiature intonacate con spigoli smussati; la cella campanaria si affaccia sulle quattro fronti attraverso ampie monofore ad arco a tutto sesto, aperte dentro a specchiature rettangolari.
All'interno la navata, coperta da una volta a botte lunettata, è scandita in due campate da due massicce paraste; sulla destra la cappella laterale, chiusa superiormente da una volta a botte, si affaccia sull'aula attraverso un'ampia arcata a tutto sesto.
Il presbiterio, lievemente sopraelevato, è preceduto dall'arco trionfale a tutto sesto; l'ambiente, coperto da una volta a crociera, accoglie l'altare maggiore in marmo di Carrara del 2010, con mensa in pietra di Cassio.
La cappella è dedicata alla Madonna dei baler, termine dialettale che indica le castagne cotte in acqua; l'intitolazione, avvenuta verso il 1830, fu voluta dagli abitanti di Riviano che sopravvissero a una grave carestia nutrendosi delle castagne della zona; l'ambiente accoglie una statua ottocentesca in legno raffigurante la Madonna dei baler.